# 에드가르스 린케비치
에드가르스 린케비치(라트비아어: Edgars Rinkēvičs, 1973년 9월 21일~)는 라트비아의 공무원이자 정치인으로 2023년 7월부터 라트비아의 대통령을 역임하고 있다. 라트비아 역사상 최장임 외교장관으로 2011~2023년 재임했다. 2008~2011년 대통령 비서실장을 지냈고 1997~2008년 국방 국무비서를 지냈다. 2002~2005년 라트비아의 북대서양 조약 기구 가입 당시 협상단의 부대표를 맡았다. 세 차례 라트비아 의원을 역임했다.
유럽연합 소속 국가원수 중 첫 번째 공개적 동성애자다. 2014년 5월 단결에 입당했으나 대통령 당선과 함께 탈당했다. 라트비아의 대통령은 정치적 중립을 위해 관습적으로 소속 정당에서 탈당한다. 이전 소속 정당은 라트비아의 길과 개혁당이다.

## 경력
그는 2023년 5월 31일 라트비아의 대통령으로 선출되었으며, 2023년 7월 8일에 취임했다.

## 정치적 입장
린케비치는 이스라엘과 바레인 간의 완전한 외교 관계 수립 소식을 환영한다고 말했다.
린케비치는 분쟁 지역인 나고르노카라바흐에서 적대 행위가 확대되는 것에 깊은 우려를 표하고 아르메니아와 아제르바이잔에 즉각 전투를 중단하고 평화적 해결을 위한 진전을 촉구했다.

## 개인사
2014년 11월 6일, 그는 자신의 트위터 프로필을 통해 자신이 게이임을 공개적으로 커밍아웃하여 라트비아에서 최초로 커밍아웃을 한 정치인이 되었다. 라트비아어뿐만 아니라 영어, 러시아어, 프랑스어에도 능통하다.

## 갤러리
- 대한민국 방문 시 우원식 국회의장과 접견한 린케비치 (2024년 11월 29일, 국회의사)
- 안토니 블링컨 미국 국무부 장관과 (2022년 3월 7일, 리가)
- 바이람 베가이 알바니아 대통령 라트비아 방문 환영식 (2024년 9월 3일, 리가)